# Scopellaria diversifolia
Scopellaria diversifolia är en gurkväxtart som först beskrevs av Elmer Drew Merrill, och fick sitt nu gällande namn av W.J.de Wilde och Duyfjes. Scopellaria diversifolia ingår i släktet Scopellaria och familjen gurkväxter. Inga underarter finns listade i Catalogue of Life.